# Mon oncle Antoine
Pour les articles homonymes, voir Antoine.
Pour plus de détails, voir Fiche technique et Distribution.
Mon oncle Antoine est un film québécois de Claude Jutra produit en 1970 et distribué en 1971. Au XXIe siècle, il est toujours considéré comme une des œuvres les plus importantes de la cinématographie québécoise et canadienne.

## Synopsis
Le film se déroule dans les années 1940 au Québec à Black Lake (maintenant Thetford Mines). Dans les villages de cette taille, le magasin général est le pôle d’attraction et le lieu d’échanges de toute la communauté. Les habitants s'y réunissent donc la veille de Noël. Gérant du magasin, l’oncle Antoine, avec son humour et ses gorgées de gin, anime les lieux sous l’œil intéressé de son neveu Benoît (15 ans), qui est orphelin et qui vit chez son oncle. 
Malgré l’approche des festivités, l’oncle décide de répondre au besoin d’un concitoyen et se fait accompagner en traîneau par Benoît. Ils se rendent tous deux à la ferme d’une famille pauvre. Ils ramènent le cadavre d’un garçon de l'âge de Benoît qui vient de mourir. Au cours de la longue soirée et de la nuit passée avec son oncle, l'équipée initie Benoît aux aspects les plus durs de la vie et le fait vieillir.

## Fiche technique
- Réalisation : Claude Jutra
- Production : Marc Beaudet
- Scénario : Clément Perron
- Photographie : Michel Brault
- Montage : Claude Jutra et Claire Boyer
- Musique : Jean Cousineau
- Budget  : 750 000 $
- Son :
  - Claude Hazanavicius
  - Jacques Jarry
  - Roger Lamoureux
- Langue : français

## Distribution
- Jean Duceppe : Oncle Antoine
- Lyne Champagne : Carmen
- Jacques Gagnon :  Benoît
- Olivette Thibault : Tante Cécile
- Monique Mercure : Alexandrine
- Claude Jutra : Fernand
- Lionel Villeneuve : Jos Poulin
- Hélène Loiselle : Madame Poulin
- Lise Brunelle : Fille des Poulin
- Mario Dubuc : Fils des Poulin
- Alain Legendre : Fils des Poulin
- Robin Marcoux : Fils des Poulin
- Serge Evers : Fils des Poulin
- Georges Alexander : Patron de la mine
- Jean Dubost : Gérant de la mine
- René-Salvator Catta : Le prêtre
- Benoît Marcoux : Père de Carmen
- Lise Talbot
- Michel Talbot
- Sydney Harris : Un employé
- Dominique Joly : Maurice
- Siméon Dallaire : Un client
- Roger Garand : Euclide

## Distinctions
Dans des scrutins périodiques organisés par le Festival international du film de Toronto et composés de critiques de films, d’historiens, de producteurs et de membres de l’industrie canadienne du film, le jury l’a classé comme « le plus grand film canadien de tous les temps » successivement en 1984, en 1993 et en 2004.
Palmarès du film canadien en 1971 :
- Prix du meilleur film
- Prix de la meilleure réalisation : Claude Jutra
- Prix du meilleur scénario : Clément Perron
- Prix de la meilleure photographie : Michel Brault
- Prix de la meilleure musique de film : Jean Cousineau
- Prix du meilleur comédien : Jean Duceppe
- Prix de la meilleure comédienne de soutien : Olivette Thibault
- Prix du meilleur repiquage sonore : Roger Lamoureux

Le film aurait aussi remporté 22 prix à l’étranger, dont en 1972, le Grand Prix du long métrage au Festival du film francophone de Dinard qui est décerné ex aequo à " Les Arpenteurs ", de Michel Soutter (Suisse) et " Mon oncle Antoine ", film de Claude Jutra produit par l’ONF

## Influence du film
L'interprétation de Jean Duceppe dans le rôle de l'oncle Antoine a inspiré André Paillé pour son personnage de L'Oncle Antoine qu'il a d'abord interprété lui-même en imitant la voix du comédien avant de faire usage d'une marionnette. Ce personnage a été très populaire à la radio et à la télévision de Québec (CFCM-TV) dans les années 1970 et 1980.